# سفر انور سادات به اسرائیل در سال ۱۹۷۷ میلادی

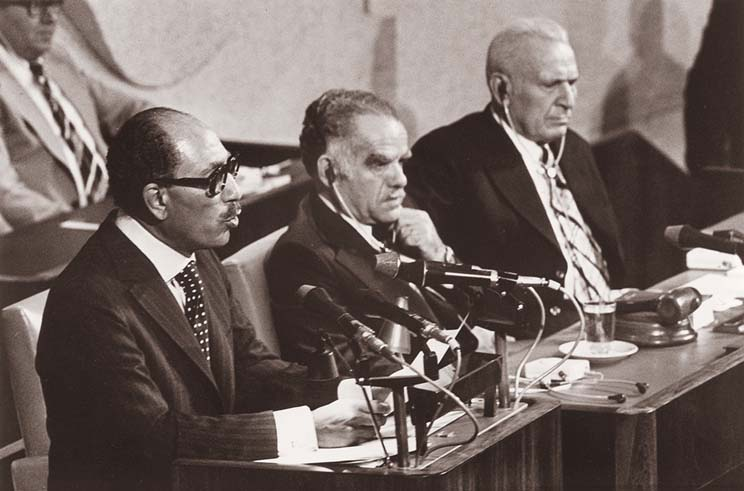
سخنرانی رئیس جمهور مصر انور سادات در کنست اسرائیل در اورشلیم (القدس)، نوامبر 1977

سفر انور سادات به اسرائیل، سفر رئیس‌جمهور مصر انور سادات در ۱۹ نوامبر۱۹۷۷ از اورشلیم است. هدف از این دیدار، سخنرانی در کنست، نهاد قانونگذاری در اسرائیل، برای تلاش برای پیشبرد روند صلح اسرائیل و اعراب بود. انور سادات با مقامات ارشد اسرائیل از جمله مناخیم بگین، نخست‌وزیر اسرائیل دیدار کرد. این اولین سفر در نوع خود برای یک رهبر عرب از اسرائیل است. در آن زمان دو کشور در حال جنگ به حساب می‌آمدند.

## زمینه
سادات قبل از جلسه ویژه مجلس مردم مصر اعلام کرده بود که آماده است به «خانه آنها» یعنی کنست در اورشلیم برود و در ۹ نوامبر۱۹۷۷ دربارهٔ صلح گفتگو کند. در میان حاضران، یاسر عرفات، رهبر سازمان آزادیبخش فلسطین نیز حضور داشت. سادات به شدت مورد تشویق قرار گرفتند و آنها فکر نمی‌کردند که رئیس‌جمهور در صحبت‌هایش جدی باشد. اسرائیلی‌ها پاسخ دادند و از طریق سفیر آمریکا در قاهره دعوت نامه ای رسمی برای او فرستادند. 

## بازدید
سادات گفت: «شما می‌خواهید با ما در این نقطه از جهان زندگی کنید.» با کمال صمیمیت به شما می‌گویم که با امنیت و امنیت کامل از شما استقبال می‌کنیم.درطول سخنرانی، او همچنین شدیداً حاکمیت اسرائیل بر اورشلیم قدیم را رد کرد.سادات پس از بازدید از مسجد الاقصی از کلیسای قبر مقدس بازدید کرد.

## عواقب
این اقدام سادات به‌طور گسترده توسط رهبران عرب محکوم شد.
مذاکرات پس از آن در شهر اسماعیلیه مصر با میانجیگری آمریکا ادامه یافت. دو طرف در کمپ دیوید به توافقی دوجانبه دست خواهند یافت که به معاهده صلح در مارس۱۹۷۹ ختم شد. در ۶ اکتبر۱۹۸۱، سادات هنگام تماشای رژه سالانه که موفقیت اولیه مصر در جنگ یوم کیپور را نشان می‌داد، ترور شد. برخی ادعا می‌کنند که یکی از انگیزه‌های قتل، توافقنامه صلح است.